# Manolis Anagnostakis
Manolis Anagnostakis (griechisch Μανώλης Αναγνωστάκης; * 10. März 1925 in Thessaloniki; † 22. Juni 2005 in Athen) war ein griechischer Dichter des Existenzialismus.

## Leben
Anagnostakis studierte zunächst Medizin an der Aristoteles-Universität Thessaloniki und praktizierte später als Radiologe. Während des Zweiten Weltkriegs und den sich anschließenden Bürgerkriegen war er aktives Mitglied der Widerstandsbewegung. Nachdem ihn ein Militärgericht zum Tode verurteilt hatte, verbrachte er viele Jahre in Haft und im Exil.
Seine Laufbahn als Schriftsteller begann er 1944 mit Artikeln in der Zeitschrift Xekinima. 1945 erschien unter dem Titel Epoche I ein erster Gedichtband. Weitere Bände dieses Zyklus folgten 1948 und 1951. Eine zweite Gedichtreihe veröffentlichte er zwischen 1956 und 1962.
Seine Werke wurden von Komponisten wie Mikis Theodorakis, Thanos Mikroutsikos, Angeliki Ionatou und Michalis Grigoriou vertont.
2002 erhielt er den griechischen Sonderpreis der Literatur.

## Werke
- Epoche I (1945)
- Epoche II (1948)
- Epoche III (1951)
- Fortsetzung I (1956)
- Fortsetzung II (1956)
- Fortsetzung III (1962)
- Der Rand (1968/69)
- Parenthesen (1972)
- Zielscheibe (1975)